# Spitzau (Wien)
Die Spitzau ist eine etwa 1,5 Mio. m³ große Mülldeponie in Breitenlee (22. Wiener Gemeindebezirk Donaustadt) am Stadtrand von Wien. Die Altablagerung Deponie Spitzau ist eine der größeren Altlasten der Stadt (Altlast W13 im Altlastenatlas). Sie wurde bis 1992 saniert und ist heute als Grünland rekultiviert.

## Lage
Die Deponie Spitzau befindet sich südöstlich vom Ort Breitenlee zwischen der heutigen Seestadt Aspern und Neuessling. Das Areal liegt an der Breitenleer Katastralgrenze zu Eßling, zwischen den Fluren Mittlere Ried, Untere Ried und den Pony Teichen.
Das dreiecksförmige Flurstück umfasst etwa 10,5 Hektar.

## Betrieb der Deponie
Die Spitzau war eine alte Schottergrube. Sie wurde zwischen 1970 und 1990 mit insgesamt vier kommunalen Deponien für Hausmüll, Bauschutt und Abraummaterial sowie Bentonit genutzt, im Ausmaß von 900.000 m³.
Die Deponie war technisch unzulänglich ausgeführt, insbesondere fehlte die Bodenabdichtung. Die Ablagerungen reichen bis in den Grundwasserschwankungsbereich.
Grundwasseruntersuchungen der späten 1980er stellten eine erhebliche Belastung unter anderem mit Blei und halogenierten Kohlenwasserstoffen fest, die aber nicht direkt dem Deponiesickerwasser zugeordnet werden konnten. Aufgrund der erheblichen Ablagerungsmenge wurde die Deponie 1991 in den österreichischen Altlastenatlas aufgenommen, wenn auch mit minderer Priorität 3.

## Sanierung
Die Sanierung wurde 1991 gleich in Angriff genommen. In einer ersten Phase wurde die schon abgedeckte Deponie wieder geöffnet, und in zwei Schüttbereichen umgelagert. Dabei wurde die alte Abdeckung zu einer modernen Basisabdichtung für eine neue Deponie umgearbeitet, sodass die Baumaßnahme als eines der ersten Pilotprojekte zum Landfill Mining in Europa gilt. Diese Abdichtung besteht aus einem Aufbau mit Sand, Abdichtfolie, Drainagematte und einer 1 m mächtigen Schutzschicht aus gesiebtem und sortiertem verrottetem Hausmüll.
Parallel wurde das Areal mit einer Seitenabdichtung versehen, die als doppelte Dichtwandumschließung mit innenliegender Grundwasserabsenkung nach dem Wiener Kammersystem ausgeführt ist.
In Folge wurden rund 400.000 m³ zusätzliche Aushubmaterialien eingebracht, hauptsächlich primär verrotteter Hausmüll der zeitgleichen Maßnahmen WIG 64 Donaupark-Bruckhaufen (Altlast W10, 2. Bezirk) und Himmelteich (W3, südlich bei Donaustadt). Die neue Deponie wurde gleich fachgerecht abgedeckt und aufgeforstet.
Das folgende Monitoring der rund 90.000 m³ Grundwasser pro Jahr, die abgepumpt werden, ergibt zwar eine maßgebliche Belastung mit diversen Schadstoffen, aber keinen signifikanten Unterschied zur allgemeinen Hintergrundbelastung der Umgebung. Daher wurde die Altlast 2009 als saniert eingestuft. Die Pumpwässer verdunsten zum größten Teil im Spitzau Teich, der als Retentionsteich für die Pumpwässer angelegt wurde, oder werden auf der neu errichteten Deponie verregnet. Heute ist die Spitzau Teil des Landschaftsschutzgebiets Donaustadt (Teil C, Landschaftspflegezone Entwicklung) und mit Bauverbot belegt (Bausperre gemäß § 8 (1) Bauordnung von Wien).